# Ephedrodoma
Ephedrodoma is een geslacht van wantsen uit de familie van de Miridae (blindwantsen). Het geslacht werd voor het eerst wetenschappelijk beschreven door John T. Polhemus en Dan A. Polhemus in 1984.

## Soorten
Het genus is monotypisch en bevat alleen de volgende soort:

- Ephedrodoma multilineata Polhemus & Polhemus, 1984